# Antje Höning

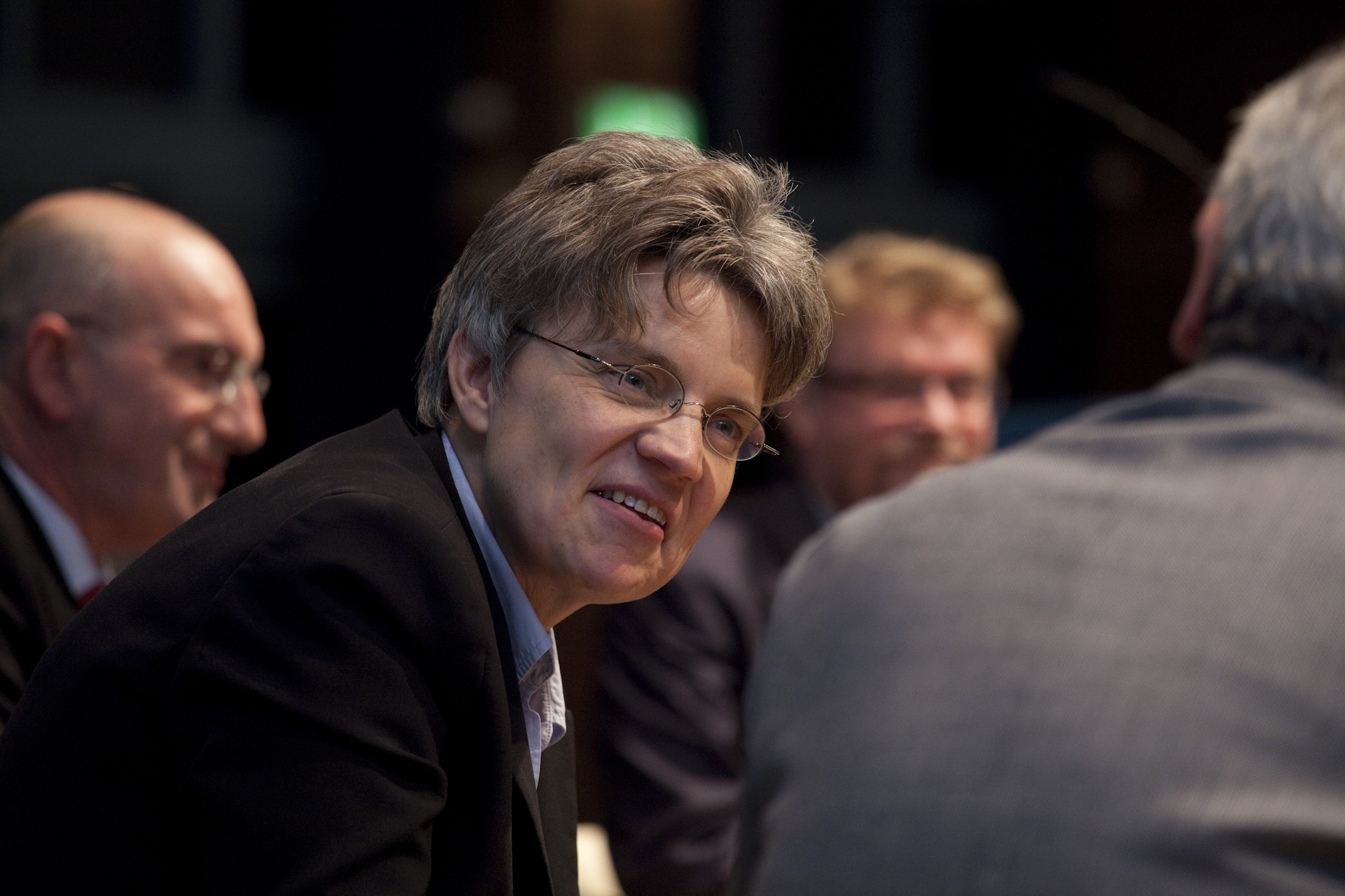
Antje Höning

Antje Höning (* 1967 in Gelsenkirchen) ist eine deutsche Wirtschaftsjournalistin.

## Leben und Wirken
Höning studierte Volkswirtschaftslehre an der Universität Kiel und war in dieser Zeit freie Mitarbeiterin der Westdeutschen Allgemeinen Zeitung. Von 1992 bis 1998 war sie wissenschaftliche Mitarbeiterin an der Universität Kiel. Nach der Promotion arbeitete sie drei Jahre lang als Pressesprecherin bei der Bundesagentur für Arbeit. 
2000 wechselte sie in das Wirtschaftsressort der Rheinischen Post, das sie seit 2008 leitet. 
2002 erhielt sie den Förderpreis des Ernst-Schneider-Preises in der Kategorie Fernsehen für Tödliche Karriere – Aufstieg und Fall des Ostunternehmers Eberhard Tiede.
Seit dem 1. März 2024 leitet sie gemeinsam mit Martin Bewerunge die Journalistenschule der Rheinischen Post Mediengruppe.
Höning ist öfter Gast in verschiedenen Fernsehen-Diskussionssendungen, wie z. B. am 26. November 2024 und am 5. Februar 2025 bei Markus Lanz oder am 2. Februar 2025 im internationalen frühshoppen (phoenix).